# یواس‌اس فلتلی (اف‌اف‌جی-۲۱)
یواس‌اس فلتلی (اف‌اف‌جی-۲۱) (به انگلیسی: USS Flatley (FFG-21)) یک کشتی است که طول آن ۴۵۳ فوت (۱۳۸ متر), در کل می‌باشد. این کشتی در سال ۱۹۸۰ ساخته شد.